# Le Lard bleu
Le Lard bleu est un roman postmoderne dystopique de Vladimir Sorokine, écrit en russe, publié en 1999.

## Contenu
Le récit porte sur deux périodes.
La première partie du roman relève partiellement de la science-fiction post-apocalyptique : l'histoire commence le 2 janvier 2068, quelque part en Sibérie, et plutôt en Yakoutie, dans un bunker principalement souterrain. Dans sept cellules, sont rassemblés sept objets, des clones incubés dans différents laboratoires de génétique. Ces ReConstruct (RC), Tolstoï-4, Tchekhov-3, Nabokov-7, Pasternak-1, Dostoïevski-2, Akhmatova-2 et Platonov-3, ne sont pas des réussites pour le physique, mais pour le mental, puisqu'ils sont aptes à produire des textes appréciés par les chercheurs. Ces pastiches évoquent nécessairement des époques antérieures dans des styles anciens corrigés.
Le texte de Nabokov, La Voie de Kordosso, évoque une famille dont le traîneau dévie sur un chéneau de lard (p. 105), et ce matériau serait lié à de l’écorce de platine. Ce lard bleu (p. 114) serait une matière de type LW, ultra-isolateur, utilisable en réacteur, ou autrement. Parmi les hallucinations des personnages (ce qui pourrait être une réalité alternative), figurent une chasse à l'ours (p. 115, de Tolstoï-4), et surtout une attaque du bunker (p. 142) par un groupe qui récupère, dans un incubateur ciblé, dans le corps des clones, leur lard bleu. On rassemble les douze morceaux dans un sac, et le groupe, dans un tracteur à neige antédiluvien, datant de l'époque soviétique (p. 149), rentre à sa base (Gloire à la Terre), pour le remettre au père Zigone, qui l'apprécie et le transmet au laboratoire secret (Andréïev, le magister, les dix-sept hommes en blouse rouge...) : les plus de onze kilos de platine sont reconditionnés et empaquetés dans une mallette. Cette mallette est transmise au responsable de l'« Ordre des Baiseurs de la Terre Russe » (p. 185), le Père Suprême. Les adeptes sont formés pour développer en même temps un éléphantiasis du phallus et une spiritualité. Un messager, Gamin Vil est chargé par le guide d'emprunter l'entonnoir du temps pour apporter le colis à la soirée de gala consacrée à l'inauguration de la Maison Russe de l'Amour Libre, à Moscou, au Bolchoï, le 1er mars 1954. Il s'agit d'un échange : en retour, le messager doit rapporter ce que l'Ordre attend depuis 42 ans, depuis le 20 novembre 2025, date de l'assassinat du Grand Magister, Microfane Bolory.
La seconde moitié du roman est plus dystopique. La famille de Iossif Staline est au complet (p. 224) : Vesta Iossifovna,  Nadiejda Allilouïeva, leurs deux fils travestis, Vassili et Yakov, et évidemment Sissoul et Adjouba. La réunion familiale est bousculée par l'arrivée surprise des responsables : Béria, Joukov (puis Abakoumov et Merkoulov), Chostakovitch, Guérassimov, Boulganine, Alexis Tolstoï, et les académiciens Lev Landau et Andreï Sakharov, qui se disputent sur le concept de temps mou : « Les baiseurs de terre ont envoyé le troisième cône » (p. 232), ce qui n'est pas si loin, chronologiquement, de l'affaire des médecins. 
Les deux épisodes précédents inaboutis de livraison de colis datent de 1908 et de 1935 ou 1937, et le dernier a valu à Lev Landau un peu d'emprisonnement et/ou de relégation. Le bloc de glace amené par la machine à remonter le temps commence lentement à dégeler. La présence impromptue d’Ossip Mandelstam et d’Anna Akhmatova (AAA), vers la Ceinture des Jardins (Sadovoïe Koltso), permet une étrange maternité. La troupe des dirigeants russes, avec Lebedev, Khvat, Petriatchev et le comte Khroutchev, se rend avec la mallette dans la résidence du maître du Reich, Adolf Hitler, accompagné de ses ministres et autres proches, Himmler, Bormann, Goebbels, docteur Morell, Skorzeny, Eva Braun, Leni Riefenstahl (p. 364), etc. Le lard bleu, transformé en liquide, a été conditionné en seringues : ce sang bleu serait à même de procurer une forme d'immortalité. Après des affrontements confus, le cerveau de Staline bénéficie d'une dose... Et c'est l'apothéose : « Le cerveau de Iossif Staline remplissait peu à peu l'univers »(p. 407).
Ce bref résumé rend mal compte du foisonnement du texte, de l'imbrication d'épisodes adjacents, de personnages secondaires, de scènes sexuelles (principalement de sodomie), et surtout du style, et de la langue qui mêle de l'allemand, du yiddish, de l'anglais, du chinois (justifiant deux pages de glossaire), du néo-russe (avec notes de bas de page) et des sigles. Par exemple, « Tout de même, tu es un huaidan, ni ma de » (p. 21).
L'intertextualité se marque surtout par les références à Nicolas Bouriak (Le comprimé bleu), Sade (p. 321), Une journée d'Ivan Denissovitch  (p. 314), Bertrand de Jouvenel (p. 321), Constantin Simonov (Un verre de sang russe) (p. 335), et aux clones du début.

## Éditions
- Le Lard bleu, L'Olivier, coll. « Littérature étrangère », 2007 ((ru) Голубое сало, 1999), trad. Bernard Kreise, 418 p.  (ISBN 978-2-87929-501-5)

## Réception
La réception dans le lectorat francophone est mitigée, parfois très positive,,,,.